# Richard Guenter
Otto Richard Guenter (* 4. Juli 1856 in Neidenburg; † 21. Juli 1937 in Scharnau, Kreis Neidenburg) war Kaufmann und Mitglied des Deutschen Reichstags.

## Leben
Guenter besuchte das Gymnasium in Hohenstein und war Kaufmann in Neidenburg seit 1883. Er diente als Einjährig-Freiwilliger 1878/79 beim 1. Ostpreußischen Grenadier-Regiment Kronprinz in Königsberg. Er war auch Stadtverordneter in Neidenburg.
Von 1903 bis 1907 war er Mitglied des Deutschen Reichstags für den Reichstagswahlkreis Regierungsbezirk Königsberg 8 und die Nationalliberale Partei.